# خليل أباد (دلفان)
خليل أباد (بالفارسية: خلیل‌آباد) هي قرية تقع في قسم ايتيوند الجنوبي الريفي (مقاطعة دلفان) في إيران. يقدر عدد سكانها بـ 104 نسمة .